# Julian I (syryjsko-prawosławny patriarcha Antiochii)
Julian I (ur. ?, zm. 9 lipca 595) – w latach 591–595 40. syryjsko-prawosławny Patriarcha Antiochii.